# Claviporella aurita
Claviporella aurita är en mossdjursart som först beskrevs av Busk 1852.  Claviporella aurita ingår i släktet Claviporella och familjen Catenicellidae. Inga underarter finns listade i Catalogue of Life.